# Amadeus I van Savoye
Amadeus I van Savoye, bijgenaamd de Staart, (circa 1016 - circa 1051) was van omstreeks 1048 tot aan zijn dood graaf van Savoye. Hij behoorde tot het huis Savoye.

## Levensloop
Amadeus I was de oudste zoon van graaf Humbert I van Savoye uit diens huwelijk met Auxilia van Lenzburg, een rijke erfdochter met vele bezittingen in Wallis. 
Hijzelf huwde rond 1030 met ene Adelheid, afkomstig uit een onbekende familie. Zijn bijnaam de Staart is te verklaren door het feit dat hij altijd omringd was met een groot gevolg.
Rond 1048 volgde Amadeus zijn vader op als graaf van Savoye. Hij bleef dit tot aan zijn dood omstreeks 1051. Aangezien zijn oudste zoon en erfgenaam reeds was overleden, werd Savoye geërfd door zijn jongere broer Otto.

## Nakomelingen
Amadeus had vermoedelijk drie kinderen:
- Humbert (overleden voor 1051), zijn erfgenaam
- Aymon (overleden rond 1060), bisschop van Belley
- Thietberga